# White Town
White Town is een technopopgroep in Engeland, die het werk is van één man, Jyoti Prakash Mishra. Deze werd op 30 juli 1966 in Rourkela, India geboren, maar woont al in Engeland sinds 1969.
White Town wordt vaak aangezien als een eendagsvlieg met Your Woman uit 1997. "Your Woman" is een bewerking van het in 1932 uitgebrachte "My Woman" van Al Bowlly.
Mishra is een straight edger en een ex-marxist, wat vaak reflecteert naar zijn liedjes met een politieke ondertoon, bijvoorbeeld in zijn wereldwijde hit Your Woman. Na een moeilijke werkrelatie met platenmaatschappij EMI Records, stapte hij op en ging hij vooral werken met Indie-platenmaatschappijen zoals Parasol Records. Your Woman was oorspronkelijk een liedje van Al Bowlly, dat ook bekend was geworden dankzij de serie Pennies From Heaven (1977) van Dennis Potter.
Zijn album Peek&Pook uit 2000 bij Parasol Records ontving middelmatig enthousiaste recensies, maar verkocht bijzonder weinig in vergelijking met zijn werk bij grotere platenlabels.
In 2005 werkte White Town mee aan het liefdadigheidsalbum Voyces United for UNHCR met zijn lied The Pnac Cabal.

## Discografie
| Single met hitnotering(en) in de Vlaamse Ultratop 50 | Datum van verschijnen | Datum van binnenkomst | Hoogste positie | Aantal weken | Opmerkingen |
| ---------------------------------------------------- | --------------------- | --------------------- | --------------- | ------------ | ----------- |
| Your Woman                                           | 1997                  | 01-03-1997            | 20              | 13           |             |

- Don't Mention the War - 2006
- A New Surprise EP - 2006
- Peek & Poke - 2000
- Another Lover - 1998
- Women in Technology - 1997
- Abort, Retry, Fail  - 1996
- Socialism, Sexism & Sexuality - 1994
- Bewitched - 1992
- Fairweather Friend- 1992
- Alain Delon  - 1991
- All She Said (single) - 1991
- Darley Abbey - 1990
- White Town - 1990